# تمپست بلدسو
تِمپـِست بلِدسو (انگلیسی: Tempestt Bledsoe؛ زادهٔ ۱ اوت ۱۹۷۳) یک هنرپیشه اهل ایالات متحده آمریکا است. وی از سال ۱۹۸۴ میلادی تاکنون مشغول فعالیت بوده‌است.
از فیلم‌ها یا برنامه‌های تلویزیونی که وی در آن نقش داشته است می‌توان به پارانورمن و پارانورمن اشاره کرد.